# 唐長孺
唐 長孺（とう ちょうじゅ、1911年7月4日 - 1994年10月14日）は、中国の歴史学者。武漢大学の教授。中国科学院歴史研究所の研究員。

## 経歴
江蘇省蘇州市呉江県平望鎮の人。1932年に上海大同大学を卒業した。
以降は、蘭田国立師範学校、武漢大学などで講師、准教授、教授を務めた。その後は、武漢大学歴史学部の主任、国家文物局古文献研究室主任、武漢大学の研究所の所長、中国科学院歴史研究所の研究員を歴任した。

## 研究内容・業績
- はじめ遼、金、元の各歴史の研究に携わった。1944年以来から、魏晋南北朝時代と隋唐の歴史に携わり、敦煌から新疆ウイグル自治区の吐魯番から発見された文書の整理と研究にも携わった。
- 中国史の著名人であり、同じ分野の陳寅恪と比較される存在である。1970年代に、中国二十四史を編纂した。また、日本の中国歴史学界でも著名である。

## 作品
- 『魏晋南北朝史論叢』
- 『魏晋南北朝史論叢続編』
- 『魏晋南北朝史論叢三論』
- 『魏晋南北朝史論拾遺』
- 『山居存稿』
- 『唐書兵誌箋正』